# Umile (album)
Umile è il primo album in studio del rapper italiano Tony Boy, pubblicato il 7 luglio 2023 dalla Warner Music Italy.

## Tracce
1. Mentre il mondo crolla – 2:34
2. Che ne sai – 2:50
3. Umile (feat. Shiva) – 2:51
4. Diretto al top – 2:28
5. Correre (feat. Frah Quintale) – 2:49
6. Storia – 2:27
7. Sogni di Lean – 3:21
8. Business (feat. Kid Yugi) – 3:07
9. Angeli – 3:17
10. Up Down – 2:20
11. Non è facile (feat. Digital Astro, Nerissima Serpe) – 3:24
12. Hot – 2:26
13. Progressi (feat. Vale Pain) – 2:30
14. Victoria (feat. Artie 5ive) – 2:48
15. Amnesia – 2:38

Tracce bonus in Umile (Deluxe)
1. Mischiare le carte – 3:02
2. Guai – 2:54
3. Ego – 2:21
4. Dentro la mia testa – 2:41
5. Triste 178 – 3:03

## Classifiche

### Classifiche settimanali
| Classifica (2023) | Posizione massima |
| ----------------- | ----------------- |
| Italia            | 9                 |

### Classifiche di fine anno
| Classifica (2023) | Posizione |
| ----------------- | --------- |
| Italia            | 80        |
| Classifica (2024) | Posizione |
| Italia            | 35        |